# Diocesi di Matara di Proconsolare
La diocesi di Matara di Proconsolare (in latino Dioecesis Matharensis in Proconsulari) è una sede soppressa e sede titolare della Chiesa cattolica.

## Storia
Matara di Proconsolare, identificabile con Mateur nell'odierna Tunisia, è un'antica sede episcopale della provincia romana dell'Africa Proconsolare, suffraganea dell'arcidiocesi di Cartagine.
Sono due i vescovi attribuibili a Matara di Proconsolare. Alla conferenza di Cartagine del 411, che vide riuniti assieme i vescovi cattolici e donatisti dell'Africa romana, prese parte il cattolico Cultasio, mentre il competitore donatista Rusticiano morì poco prima dell'apertura dell'assise. A causa delle molte varianti presenti nei manoscritti, alcuni autori hanno attribuito a questa sede il vescovo Antigono, presente al concilio cartaginese del 345/348 presieduto da Grato, che altri autori attribuiscono invece alla diocesi di Madauro.
Dal XX secolo Matara di Proconsolare è annoverata tra le sedi vescovili titolari della Chiesa cattolica; dal 10 aprile 2008 il vescovo titolare è William Joseph Justice, già vescovo ausiliare di San Francisco.

## Cronotassi dei vescovi
- Cultasio † (menzionato nel 411)
  - Rusticiano † (? - 411 deceduto) (vescovo donatista)

## Cronotassi dei vescovi titolari
- Mathurin Guillemé, M.Afr. † (24 febbraio 1911 - 7 aprile 1942 deceduto)
- Laurent-François Déprimoz, M.Afr. † (12 gennaio 1943 - 5 aprile 1962 deceduto)
- Raymond (Nianga-Nzita) Ndudi † (2 luglio 1962 - 9 febbraio 1967 nominato vescovo di Boma)
- Ramón Daumal Serra † (22 ottobre 1968 - 10 febbraio 2008 deceduto)
- William Joseph Justice, dal 10 aprile 2008